# Arrondissement d'Elchniederung
L'arrondissement de Niederung (à partir de 1938 arrondissement d'Elchniederung) en Prusse-Orientale est un arrondissement prussien qui existe de 1818 à 1945. La majeure partie de son ancien territoire appartient désormais à l'oblast russe de Kaliningrad.

## Géographie
Le district est dans le nord de la Prusse-Orientale et bordé par l'arrondissement d'Heydekrug au nord, l'arrondissement de Tilsit au nord-est, l'arrondissement de Ragnit à l'est, l'arrondissement d'Insterbourg au sud-est, l'arrondissement de Labiau au sud et à l'ouest, avec une frontière maritime dans la lagune de Courlande, avec l'arrondissement de Fischhausen.
La plus grande partie du territoire de l'arrondissement est occupée par l'Elchniederung (de), d'où l'arrondissement est rebaptisé en 1938. Cette plaine est traversée par le Gilgestrom (de), un bras de l'embouchure du Memel qui se jette dans la lagune de Courlande près du village de Gilge (de) juste au sud de la limite de l'arrondissement. Avec la forêt d'Ibenhorst au bord de la lagune et la forêt de Schnecken au sud, il y a deux grands massifs forestiers dans l'arrondissement.
Bien que située à l'est de l'arrondissement, la ville de Tilsit est le centre le plus important de la région. Il n'y a pas de villes dans l'arrondissement lui-même. Le siège de l'administration de l'arrondissement est la commune de Heinrichswalde, avec environ 3 500 habitants, la plus grande commune de l'arrondissement.

## Histoire
Le territoire de l'arrondissement de Niederung fait partie de l'ancien arrondissement d'Insterbourg depuis la division de la Prusse-Orientale en arrondissements en 1752,. Dans le cadre des réformes administratives prussiennes, l'Ordonnance pour l'amélioration de l'établissement des autorités provinciales du 30 avril 1815 rend nécessaire une réforme complète des arrondissements de toute la Prusse-Orientale, les arrondissements créés en 1752 s'étant révélés inadaptés et trop grands. Le 1er septembre 1818, le nouveau arrondissement de Niederung est formé dans le district de Gumbinnen à partir de parties de l'ancien arrondissement d'Insterbourg. Cela comprend alors les paroisses d'Heinrichswalde (de), Inse (de), Kaukehmen (de), Lappienen (de), Neukirch (de), Plaschken et Skaisgirren.
Le siège de l'arrondissement se trouve à l'origine à Kaukehmen, mais transfère ensuite à Heinrichswalde. Depuis le 3 décembre 1829, l'arrondissement appartient - après la fusion des provinces de Prusse-Orientale et de Prusse-Occidentale - à la nouvelle province de Prusse dont le siège est à Königsberg. Après la division de la province de Prusse en provinces de Prusse-Orientale et de Prusse-Occidentale, l'arrondissement de Niederung devient partie intégrante de la Prusse-Orientale le 1er avril 1878. En 1836, les localités de la paroisse de Plaschken sont transférées de l'arrondissement de Niederung à l'arrondissement de Tilsit.
Avec l'entrée en vigueur du traité de Versailles, l'arrondissement de Niederung perd le 10 janvier 1920, les communes de Groß Schilleningken, Heinrichsfelde, Klein Schilleningken et Leitgirren (de), au nord de l'estuaire du Memel, ainsi que le district de domaine de Perwallkischken, au profit du Territoire de Memel. Les communes sont rattachées à l'arrondissement d'Heydekrug et le district du domaine au nouveau arrondissement de Pogegen.
Le reste de l'arrondissement d'Heydekrug, resté dans le giron du Reich allemand, est d'abord coadministré depuis Heinrichswalde. Le 1er juillet 1922, ce territoire situé entre Gilge (de) et Ruß avec les communes de Abschrey, Ackelningken, Ackmenischken (de), Ackminge, Bredszuill, Derwehlischken (de), Girgsden, Jäkischken, Jodischken, Kallningken (de), Karkeln (de), Katrinigkeit, Labben, Lebbeden, Lukischken, Luttken (de), Nausseden (de), Parungaln, Perkuhnen, Pustutten, Rewellen, Schakuhnen (de), Schillgallen, Schneiderende, Schudereit, Skirwieth, Spiken (de), Staldszen, Thewellen (de), Tirkseln, Tramisch (de), Wieszeiten (de), Wirballen et Wittken ainsi que les districts de domaine d'Ibenhorst, Jodraggen et Valtinkratsch est également officiellement intégré à l'arrondissement de Niederung. Parallèlement, l'arrondissement de Niederung transfère les communes d'Alloningken, Gaidwethen, Groß Brettschneidern, Groß Dummen (de), Groß Ischdaggen, Groß Wingsnupönen (de), Kattenuppen, Kaukwethen, Kaukweth-Kludszen, Kellmienen (de), Klein Brettschneidern, Klein Dummen, Krauleiden, Kühlen, Papuschiene, Puskeppeln, Sandlauken (de), Schillkojen (de), Seikwethen (de), Skardupönen, Skroblienen et Smaledumen ainsi que les districts de domaine de Birkenwalde, Blausden (de) et Pauperischken au nouveau arrondissement de Tilsit-Ragnit.
Le 30 septembre 1929, conformément à l'évolution du reste de la Prusse, une réforme territoriale a lieu dans l'arrondissement de Niederung, au cours de laquelle tous les districts de domaine, à l'exception de cinq, sont dissous et attribués à des communes voisines. Le 7 septembre 1938, l'arrondissement est rebaptisé Elchniederung.
Le 1er octobre 1939, les communes d'Elchwinkel et de Skirwiet quittent l'arrondissement d'Elchniederung pour rejoindre l'arrondissement d'Heydekrug, qui fait à nouveau partie de la Prusse-Orientale depuis le 22 mars 1939, à la suite de l'ultimatum allemand contre la Lituanie.
Le 12 octobre 1944, l'arrondissement d'Elchniederung est évacué par la population et les autorités allemandes. Au printemps 1945, l'arrondissement est occupé par l'Armée rouge puis passe sous administration soviétique. L'ancienne zone de l'arrondissement se trouve maintenant principalement dans le raïon de Slavsk dans l'oblast russe de Kaliningrad. La pointe nord autour de la commune de Leitgiriai (de) se trouve dans l'apskritis de Klaipėda en Lituanie.

## Évolution de la démographie
| Année | Habitants | Source |
| ----- | --------- | ------ |
| 1818  | 28 580    | [ 4 ]  |
| 1846  | 49 341    | [ 5 ]  |
| 1871  | 52 609    | [ 6 ]  |
| 1890  | 55 614    | [ 7 ]  |
| 1900  | 55 342    | [ 7 ]  |
| 1910  | 54 417    | [ 7 ]  |
| 1925  | 55 717    | [ 7 ]  |
| 1933  | 54 798    | [ 7 ]  |
| 1939  | 53 889    | [ 7 ]  |

## Politique

### Élections
Sous l'Empire allemand, l'arrondissement de Niederung forme avec l'arrondissement de Tilsit la 1re circonscription du district de Gumbinnen (de). La circonscription est remportée par des candidats conservateurs ou progressistes.
- 1871 : Otto von Keyserling, Parti conservateur allemand
- 1874 : Adolf Bernhardi, Parti progressiste allemand
- 1877 : Adolf Bernhardi, Parti progressiste allemand
- 1878 : Albrecht von Schlieckmann, Parti conservateur allemand
- 1881 : Albert Wander (de), Parti progressiste allemand
- 1884 : Albrecht von Schlieckmann, Parti conservateur allemand
- 1887 : Albrecht von Schlieckmann, Parti conservateur allemand
- 1890 : Albrecht von Schlieckmann, Parti conservateur allemand
- 1891 : Hans von Reibnitz, Parti conservateur allemand
- 1893 : Hans von Reibnitz, Parti conservateur allemand
- 1898 : Rudolf Braesicke (de), Parti progressiste allemand
- 1903 : Georg Schickert, Parti conservateur allemand
- 1907 : Arthur Kopp, Parti populaire progressiste
- 1912 : Arthur Kopp, Parti populaire progressiste

### Administrateurs de l'arrondissement
- 1818–182000Friedrich Eduard von Wedelstädt (de)
- 1820–182800Philipp Gerhard
- 1828–183200Johann Eduard Heinrich Schlenther
- 1832–184000Carl Ferne
- 1840–185100Carl Schlick (de)
- 1851–187200Heinrich von Sanden (de)
- 1872–187300Hans Carl Federath (de)
- 1873–188000Karl Ruprecht
- 1880–188700Friedrich von Zander
- 1887–188900Wilhelm von Schlenther (de)
- 1889–190000Georg Schickert
- 1900–191200Richard Bank (de)
- 1912–191800Franz Gelpke
- 1918–191900Rudolf Krull (de)
- 1920–192400Otto Kahl
- 1924–192800Hans Honig (de)
- 1928–194500Erich Stockmann (de)

### Constitution communale
Depuis le XIXe siècle, l'arrondissement de Niederung est divisé en villes, en communes rurales et en districts de domaine. Avec l'introduction de la loi constitutionnelle prussienne sur les communes du 15 décembre 1933 ainsi que le code communal allemand du 30 janvier 1935, le principe du leader est appliqué au niveau municipal. Une nouvelle constitution d'arrondissement n'est plus créée; Les règlements de l'arrondissement pour les provinces de Prusse-Orientale et Occidentale, de Brandebourg, de Poméranie, de Silésie et de Saxe du 19 mars 1881 restent applicables.

## Communes
Le 1er janvier 1936, l'arrondissement de Niederung se compose de 231 communes et de cinq districts de domaine :
| Districts de bureau et communes              | Population (1939) | Incorporation et changement de nom                                                                  |
| -------------------------------------------- | ----------------- | --------------------------------------------------------------------------------------------------- |
| Bureau de district d'Argelothen              | 945               | renommé le 18 avril 1939 en Bureau de district d'Argendorf                                          |
| 1. Argelothen (de)                           | 220               | renommé le 16 juillet 1938 en Argendorf                                                             |
| 2. Augustlauken                              | 282               | renommé le 16 juillet 1938 en Hohensprindt                                                          |
| 3. Grünbaum                                  | 133               | |
| 4. Neu Descherin                             | 310               | renommé le 16 juillet 1938 en Deschen                                                               |
| Bureau de district de Demmeren               | 704               | renommé le 18 avril 1939 en Bureau de district de Demmen                                            |
| 1. Berkeln                                   | 298               | |
| 2. Demmenen (de)                             | 151               | renommé le 16 juillet 1938 en Demmen                                                                |
| 4. Gerhardswalde                             | 105               | |
| Bureau de district de Groß Friedrichsdorf    | 2 189             | |
| 1. Groß Friedrichsdorf (de)                  | 1 196             | |
| 2. Groß Marienwalde                          | 196               | |
| 3. Klein Friedrichsdorf                      | 39                | |
| 4. Klein Marienwalde                         | 94                | |
| 5. Lepienen                                  | 150               | renommé le 16 juillet 1938 en Gerhardsheim                                                          |
| 6. Oschke                                    | 524               | renommé le 16 juillet 1938 en Wildwiese                                                             |
| 7. Plein                                     | 140               | |
| Bureau de district de Groß Skaisgirren       | 3 412             | renommé le 18 avril 1939 en Bureau de district de Kreuzingen                                        |
| 1. Groß Girratischken                        | 660               | renommé le 16 juillet 1938 en Wartenhöfen                                                           |
| 2. Groß Skaisgirren (de)                     | 2 256             | renommé le 16 juillet 1938 en Kreuzingen                                                            |
| 3. Klein Girratischken (de)                  | 248               | renommé le 30 août 1935 en Gronwalde                                                                |
| 4. Klein Ischdaggen                          | 104               | renommé le 16 juillet 1938 en Georgenforst                                                          |
| 5. Kletellen (de)                            | 144               | renommé le 16 juillet 1938 en Georgenheide                                                          |
| 6. Forst Wilhelmsbruch, district de domaine  | 0000              | |
| Bureau de district de Grünau                 | 1 432             | |
| 1. Finkenhof                                 | 136               | s'appelait jusqu'en 1928 Petschkehmen                                                               |
| 2. Grünau                                    | 238               | s'appelait jusqu'en 1932 Osseningken                                                                |
| 3. Gründann                                  | 287               | |
| 4. Liedemeiten (de)                          | 202               | renommé le 16 juillet 1938 en Gerhardsweide                                                         |
| 5. Makohnen                                  | 229               | renommé le 16 juillet 1938 en Mühlenkreuz                                                           |
| 6. Margen                                    | 119               | |
| 7. Obschruten                                | 165               | renommé le 16 juillet 1938 en Gerhardsgrund                                                         |
| 8. Weidgirren                                | 56                | renommé le 16 juillet 1938 en Gerhardshöfen                                                         |
| Bureau de district d'Heinrichswalde          | 3 797             | |
| 1. Heinrichswalde                            | 3 460             | |
| 2. Klemenswalde                              | 337               | |
| Bureau de district d'Ibenhorst               | 453               | |
| 1. Ackminge                                  | 75                | renommé le 16 juillet 1938 en Ibenwerder                                                            |
| 2. Elchwinkel                                |                   | s'appelait jusqu'en 1928 Bredschull transféré le 1er octobre 1939 à l'arrondissement d'Heydekrug    |
| 3. Forst Ibenhorst, district de domaine      | 378               | |
| 4. Skirwieth                                 |                   | renommé le 16 juillet 1938 en Skirwiet transféré le 1er octobre 1939 à l'arrondissement d'Heydekrug |
| Bureau de district d'Inse                    | 1 664             | |
| 1. Inse (de)                                 | 545               | |
| 2. Loye                                      | 279               | |
| 3. Tawe (de)                                 | 840               | |
| Bureau de district de Jedwilleiten           | 908               | renommé le 18 avril 1939 en Bureau de district de Neuschleuse                                       |
| 1. Adlig Kreywehlen                          | 58                | renommé le 16 juillet 1938 en Adelau                                                                |
| 2. Alt Buttkischken                          |                   | incorporé le 1er juin 1936 à la commune de Buttkischken                                             |
| 3. Bogdahnen (de)                            | 104               | renommé le 16 juillet 1938 en Bolzfelde                                                             |
| 4. Jedwilleiten                              | 164               | renommé le 16 juillet 1938 en Neuschleuse                                                           |
| 5. Motzwethen (de)                           | 150               | renommé le 16 juillet 1938 en Motzfelde                                                             |
| 6. Neu Bogdahnen                             | 113               | renommé le 16 juillet 1938 en Bolzhagen                                                             |
| 7. Neu Buttkischken                          |                   | incorporé le 1er juin 1936 à la commune de Buttkischken                                             |
| 8. Neuendorf                                 | 161               | |
| 9. Pawarschen                                | 76                | renommé le 16 juillet 1938 en Kleinwarschen                                                         |
| Bureau de district de Jodgallen              | 2 386             | renommé le 18 avril 1939 en Bureau de district de Grünhausen                                        |
| 1. Alt Seckenburg                            | 211               | |
| 2. Birkenheim                                | 120               | s'appelait jusqu'en 1929 Johanns-Eszer                                                              |
| 3. Ginkelsmittel                             | 244               | |
| 4. Grünwiese                                 | 151               | s'appelait jusqu'en 1926 Budehlischker Berahmung                                                    |
| 5. Jodgallen                                 | 464               | renommé le 16 juillet 1938 en Grünhausen                                                            |
| 6. Neufelde                                  | 349               | |
| 7. Packuß                                    | 138               | renommé le 16 juillet 1938 en Kussenberg                                                            |
| 8. Polenzhof (de)                            | 207               | |
| 9. Schackwiese                               | 143               | |
| 10. Schalteik                                | 135               | renommé le 16 juillet 1938 en Schalteck                                                             |
| 11. Warsze                                   | 63                | renommé le 17 septembre 1936 en Warsche                                                             |
| 12. Warszlauken                              | 161               | renommé le 16 juillet 1938 en Warschfelde                                                           |
| Bureau de district de Karkeln                | 2 323             | |
| 1. Ackelningken                              | 113               | renommé le 16 juillet 1938 en Ackeln                                                                |
| 2. Kallningken (de)                          | 592               | renommé le 16 juillet 1938 en Herdenau                                                              |
| 3. Karkeln (de)                              | 885               | |
| 4. Lukischken                                |                   | incorporé le 1er juin à Kallningken                                                                 |
| 5. Pustutten                                 | 150               | renommé le 16 juillet 1938 en Antonswiese                                                           |
| 6. Tramischen (de)                           | 276               | renommé le 16 juillet 1938 en Trammen                                                               |
| 7. Wirballen                                 | 149               | renommé le 16 juillet 1938 en Warten                                                                |
| 8. Wittken                                   | 158               | |
| Bureau de district de Karzewischken          | 918               | renommé le 18 avril 1939 en Bureau de district de Sprosserweide                                     |
| 1. Alt Ginnischken                           | 105               | renommé le 16 juillet 1938 en Altginnendorf                                                         |
| 2. Baltruscheiten, Ksp. Skören               | 111               | renommé le 16 juillet 1938 en Balten                                                                |
| 3. Baltruschkehmen                           | 131               | renommé le 16 juillet 1938 en Altschanzenkrug                                                       |
| 4. Groß Karzewischken                        | 112               | renommé le 16 juillet 1938 en Sprosserweide                                                         |
| 5. Neu Ginnischken                           | 51                | renommé le 16 juillet 1938 en Neuginnendorf                                                         |
| 6. Skören (de)                               | 266               | |
| 7. Skulbetwarren                             | 142               | |
| Bureau de district de Kaukehmen              | 5 220             | renommé le 18 avril 1939 en Bureau de district de Kuckerneese                                       |
| 1. Alt Sellen                                | 147               | |
| 2. Kaukehmen                                 | 4 492             | renommé le 16 juillet 1938 en Kuckerneese                                                           |
| 3. Kloken                                    | 581               | |
| Bureau de district de la lagune de Courlande | 0000              | |
| 1. Lagune de Courlande, district de domaine  | 0000              | |
| Bureau de district de Lappienen              | 2 699             | renommé le 18 avril 1939 en Bureau de district de Rautersdorf                                       |
| 1. Ahlgarten                                 | 62                | |
| 2. Dannenberg                                | 156               | |
| 3. Degimmen                                  | 154               | renommé le 29 octobre 1934 en Brandenburg (Kr. Elchniederung)                                       |
| 4. Gräflich Prudimmen                        | 73                | renommé le 4 septembre 1936 en Erlenrode                                                            |
| 5. Groß Krauleiden                           | 68                | renommé le 16 juillet 1938 en Großheidenstein                                                       |
| 6. Hohenberge                                | 196               | |
| 7. Joneiten                                  | 171               | renommé le 16 juillet 1938 en Gilgenfeld                                                            |
| 8. Kiauken                                   | 183               | renommé le 16 juillet 1938 en Wartenfeld                                                            |
| 9. Klein Krauleiden (de)                     | 62                | renommé le 16 juillet 1938 en Kleinheidenstei                                                       |
| 10. Klein Prudimmen                          | 106               | s'appelait jusqu'en 1930 Königlich Prudimmen renommé le 16 juillet 1938 en Kleinerlenrode           |
| 11. Matzgirren                               | 86                | renommé le 16 juillet 1938 en Kurrenberg                                                            |
| 12. Mosteiten                                | 200               | renommé le 16 juillet 1938 en Eschenberg                                                            |
| 13. Neu Lappienen (de)                       | 205               | renommé le 16 juillet 1938 en Rautersdorf                                                           |
| 14. Neu Norweischen                          | 121               | renommé le 16 juillet 1938 en Altdümpelkrug                                                         |
| 15. Norweischen                              | 180               | renommé le 16 juillet 1938 en Mühlmeistern                                                          |
| 16. Oßnugarn                                 | 77                | renommé le 27 mars 1936 en Rehwalde (Kr.Elchniederung)                                              |
| 17. Raging                                   | 212               | |
| 18. Rucken, Ksp. Lappienen                   | 88                | renommé le 16 juillet 1938 en Ruckenhagen                                                           |
| 19. Schönwiese                               | 299               | |
| Bureau de district de Lindental              | 1 246             | s'appelait jusqu'au 17 décembre 1931 Bureau de district de Sandfluß                                 |
| 1. Baltruscheiten, Ksp. Heinrichswalde       | 136               | renommé le 16 juillet 1938 en Amtal                                                                 |
| 2. Dittballen (de)                           | 80                | renommé le 16 juillet 1938 en Streulag                                                              |
| 3. Lindental (de)                            | 372               | s'appelait jusqu'en 1931 Sandfluß                                                                   |
| 4. Noragehlen                                | 297               | renommé le 16 juillet 1938 en Urbansprind                                                           |
| 5. Thomaten                                  | 361               | |
| 6. Forst Wilhelmsbruch, district de domaine  | 0000              | |
| Bureau de district de Linkuhnen              | 1 366             | |
| 1. Adlig Linkuhnen (de)                      | 379               | |
| 2. Brittanien (de)                           | 334               | |
| 3. Bürgerhuben                               | 121               | |
| 4. Griegolienen                              | 50                | renommé le 16 juillet 1938 en Lehmbruch                                                             |
| 5. Grietischken (de)                         | 142               | renommé le 16 juillet 1938 en Grieteinen                                                            |
| 6. Grüneberg                                 | 111               | |
| 7. Klubinn                                   | 47                | renommé le 16 juillet 1938 en Anmut                                                                 |
| 8. Köllmisch Linkuhnen                       | 71                | |
| 9. Palinkuhnen                               | 89                | renommé le 16 juillet 1938 en Neulinkuhnen                                                          |
| 10. Uschkurwe                                | 22                | renommé le 16 juillet 1938 en Kurwe                                                                 |
| Bureau de district de Neukirch               | 2 282             | |
| 1. Alleckneiten                              | 85                | renommé le 16 juillet 1938 en Kurwensee                                                             |
| 2. An Rokaiten                               | 29                | renommé le 16 juillet 1938 en Kleinrokitten                                                         |
| 3. Budehlischken                             | 128               | renommé le 16 juillet 1938 en Hoheneiche (Ostpr.)                                                   |
| 4. Herrendorf (de)                           | 144               | s'appelait jusqu'en 1930 Dwarrehlischken                                                            |
| 5. Neukirch (de)                             | 1 589             | |
| 6. Rokaiten                                  | 91                | renommé le 16 juillet 1938 en Rokitten (Ostpr.)                                                     |
| 7. Selseningken                              | 82                | renommé le 16 juillet 1938 en Selsen                                                                |
| 8. Ziegelberg                                | 134               | séparé partiellement le 1er octobre 1939 de Neukirch                                                |
| Bureau de district de Norwischeiten          | 1 299             | renommé le 18 avril 1939 en Bureau de district de Rauterskirch                                      |
| 1. Alt Iwenberg                              | 84                | s'appelait jusqu'en 1926 Kallwellen                                                                 |
| 2. Alt Lappienen (de)                        | 598               | renommé le 16 juillet 1938 en Rauterskirch                                                          |
| 3. Andreischken                              | 113               | renommé le 16 juillet 1938 en Nassenfelde                                                           |
| 4. Neuhof-Reatischken (de)                   | 127               | renommé le 16 juillet 1938 en Budeweg                                                               |
| 5. Norwischeiten                             | 207               | renommé le 16 juillet 1938 en Schwanensee                                                           |
| 6. Scharkus-Tawell                           | 58                | renommé le 16 juillet 1938 en Iwenheide                                                             |
| 7. Tranatenberg                              | 112               | s'appelait jusqu'en 1929 An der Ulpesch                                                             |
| Bureau de district d'Oschweningken           | 1 565             | renommé le 18 avril 1939 en Bureau de district de Breitenhof                                        |
| 1. Baschnitzkallen                           | 139               | renommé le 16 juillet 1938 en Steilberg                                                             |
| 2. Bersteningken                             | 182               | renommé le 16 juillet 1938 en Eckwalde                                                              |
| 3. Gobienen                                  | 112               | |
| 4. Groß Asznaggern (de)                      | 358               | am 17. August 1936 umbenannt in Grenzberg                                                           |
| 5. Groß Wabbeln                              | 54                | renommé le 16 juillet 1938 en Kleingrenzberg                                                        |
| 6. Grünhof-Kippen                            | 76                | |
| 7. Jagsten (de)                              | 272               | |
| 8. Lankeningken                              | 190               | renommé le 16 juillet 1938 en Altmühle                                                              |
| 9. Oschweningken                             | 97                | renommé le 16 juillet 1938 en Breitenhof                                                            |
| 10. Schillehlen                              |                   | fusionne le 1er avril 1937 avec Wargutschen pour former la commune de Tannenhöhe                    |
| 11. Wargutschen                              |                   | fusionne le 1er avril 1937 avec Schillehlen pour former la commune de Tannenhöhe                    |
| Bureau de district de Parwischken            | 1 472             | renommé le 18 avril 1939 en Bureau de district de Parwen                                            |
| 1. Borstehlischken                           | 16                | renommé le 16 juillet 1938 en Borstehnen                                                            |
| 2. Endrejen (de)                             | 247               | renommé le 16 juillet 1938 en Ossafelde                                                             |
| 3. Groß Wixwen                               | 163               | renommé le 16 juillet 1938 en Vielbrücken                                                           |
| 4. Kischen                                   | 104               | |
| 5. Kumpelken                                 | 103               | renommé le 16 juillet 1938 en Kämpen                                                                |
| 6. Ossupönen                                 |                   | incorporé le 1er avril 1938 à Endrejen                                                              |
| 7. Parwischken (de)                          | 197               | renommé le 16 juillet 1938 en Parwen                                                                |
| 8. Schudlidimmen                             | 358               | renommé le 16 juillet 1938 en Schulzenwiese                                                         |
| 9. Wegnerminnen                              | 18                | renommé le 16 juillet 1938 en Wegnersdorf                                                           |
| 10. Wilhelmsheide                            | 234               | |
| 11. Wirblauken                               | 32                | renommé le 16 juillet 1938 en Rutenfelde                                                            |
| Bureau de district de Peterswalde            | 1 751             | |
| 1. Obolin                                    | 145               | renommé le 16 juillet 1938 en Erlen                                                                 |
| 2. Peterswalde                               | 417               | |
| 3. Schillelwethen                            | 301               | renommé le 16 juillet 1938 en Noiken                                                                |
| 4. Forst Schnecken, Gutsbezirk               | 407               | |
| 5. Tunnischken (de)                          | 481               | renommé le 16 juillet 1938 en Schneckenwalde                                                        |
| 6. Forst Wilhelmsbruch, district de domaine  | 0000              | |
| Bureau de district de Rautenburg             | 307               | |
| 1. Rautenburg (de)                           | 307               | |
| Bureau de district de Sausseningken          | 1 300             | renommé le 18 avril 1939 en Bureau de district de Milchhof                                          |
| 1. Aschpalten                                | 82                | |
| 2. Baubeln                                   | 72                | renommé le 16 juillet 1938 en Sommershöfen                                                          |
| 3. Groß Algawischken                         | 147               | renommé le 16 juillet 1938 en Schlichtingen                                                         |
| 4. Klein Allgawischken                       | 67                | renommé le 16 juillet 1938 en Allgau                                                                |
| 5. Lyszeiten (de)                            | 132               | renommé le 16 juillet 1938 en Lischau                                                               |
| 6. Sausseningken                             | 176               | renommé le 16 juillet 1938 en Milchhof                                                              |
| 7. Skuldeinen                                | 118               | |
| 8. Trumpeiten                                | 181               | renommé le 16 juillet 1938 en Trumpenau                                                             |
| 9. Usseinen                                  | 193               | renommé le 16 juillet 1938 en Stellwagen                                                            |
| 10. Warskillen                               | 132               | |
| Bureau de district de Schakuhnen             | 1 264             | renommé le 18 avril 1939 en Bureau de district de Schakendorf (Ostpr.)                              |
| 1. Jodischken                                | 86                | renommé le 16 juillet 1938 en Jodingen                                                              |
| 2. Luttken (de)                              |                   | incorporé le 1er aril 1938 à la nouvelle commune de Jägerhöh                                        |
| 3. Perkuhnen                                 | 102               | |
| 4. Schakuhnen (de)                           | 367               | renommé le 16 juillet 1938 en Schakendorf (Ostpr.)                                                  |
| 5. Schillgallen                              | 126               | renommé le 16 juillet 1938 en Hochdünen                                                             |
| 6. Schneiderende                             | 119               | |
| 7. Schudereiten                              |                   | incorporé le 1er aril 1938 à la nouvelle commune de Jägerhöh                                        |
| 8. Staldszen                                 |                   | incorporé le 1er aril 1938 à la nouvelle commune de Jägerhöh                                        |
| 9. Wieszeiten (de)                           | 100               | renommé le 16 juillet 1938 en Kleinsommershöfen                                                     |
| Bureau de district de Schnecken              | 1 399             | |
| 1. Ackmonienen                               | 276               | renommé le 16 juillet 1938 en Argental (Ostpr.)                                                     |
| 2. Bittehnischken                            | 246               | renommé le 16 juillet 1938 en Argemünde                                                             |
| 3. Groß Heinrichsdorf                        | 181               | |
| 4. Klein Heinrichsdorf                       | 203               | |
| 5. Neusorge, Ksp. Heinrichswalde             | 76                | |
| 6. Rosenwalde                                | 151               | |
| 7. Rucken, Ksp. Groß Friedrichsdorf          | 266               | renommé le 16 juillet 1938 en Ruckenfeld                                                            |
| 8. Forst Wilhelmsbruch, district de domaine  | 0000              | |
| Bureau de district de Seckenburg             | 3 425             | s'appelait jusqu'au 14 mars 1934 Bureau de district de Tawellningken                                |
| 1. Elbings Kolonie                           | 601               | |
| 2. Kastaunen                                 | 358               | |
| 3. Klein Friedrichsgraben                    | 328               | |
| 4. Schaugsten                                | 195               | renommé le 16 juillet 1938 en Altengilge                                                            |
| 5. Seckenburg (de)                           | 1 488             | |
| 6. Tawellningken                             | 455               | renommé le 16 juillet 1938 en Tawellenbruch                                                         |
| Bureau de district de Skirbst                | 977               | renommé le 18 avril 1939 en Bureau de district de Heideckshof                                       |
| 1. Bartscheiten (de)                         | 220               | renommé le 16 juillet 1938 en Oswald                                                                |
| 2. Köllmisch Schnecken                       | 73                | |
| 3. Leitwarren                                | 67                | |
| 4. Lentenbude                                | 81                | |
| 5. Lessen                                    | 68                | |
| 6. Skirbst                                   | 220               | renommé le 16 juillet 1938 en Heideckshof                                                           |
| 7. Stobingen                                 | 120               | |
| 8. Wolfsdorf (de)                            | 128               | |
| Bureau de district de Sköpen                 | 1 236             | |
| 1. Budwethen                                 | 147               | renommé le 16 juillet 1938 en Ansorge                                                               |
| 2. Gilgetal                                  | 285               | |
| 3. Neu Sellen                                | 59                | |
| 4. Neusorge, Ksp. Kaukehmen                  | 331               | |
| 5. Sköpen (de)                               | 414               | |
| Bureau de district de Spucken                | 1 496             | renommé le 18 avril 1939 en Bureau de district de Stucken                                           |
| 1. Ackmenischken (de)                        | 358               | renommé le 16 juillet 1938 en Dünen (Kr. Elchniederung)                                             |
| 2. Girgsden                                  |                   | incorporé le 1er avril 1939 à Kleeburg (Tirkseln)                                                   |
| 3. Jäkischken                                |                   | incorporé le 1er avril 1939 à Kleeburg (Tirkseln)                                                   |
| 4. Katrinigkeiten                            | 71                | renommé le 16 juillet 1938 en Schorningen                                                           |
| 5. Labben                                    |                   | incorporé le 1er avril 1938 à Lebbeden                                                              |
| 6. Lebbeden                                  | 270               | renommé le 16 juillet 1938 en Friedeberg (Ostpr.)                                                   |
| 7. Nausseden (de)                            | 162               | renommé le 16 juillet 1938 en Kleindünen                                                            |
| 8. Rewellen                                  | 96                | |
| 9. Spucken (de)                              | 240               | renommé le 16 juillet 1938 en Stucken                                                               |
| 10. Thewellen (de)                           | 138               | renommé le 16 juillet 1938 en Tewellen                                                              |
| 11. Tirkseln                                 | 161               | renommé le 16 juillet 1938 en Kleeburg                                                              |
| Bureau de district de Tawellningken          | 116               | renommé le 18 avril 1939 en Bureau de district de Tawellenbruch                                     |
| 1. Forst Tawellningken, district de domaine  | 116               | renommé le 16 juillet 1938 en Forst Tawellenbruch                                                   |
| Bureau de district de Wannaglauken           | 1 444             | renommé le 18 avril 1939 en Bureau de district de Gowarten                                          |
| 1. Demedschen                                | 139               | renommé le 16 juillet 1938 en Falkenhöhe                                                            |
| 2. Friedlauken                               | 87                | renommé le 16 juillet 1938 en Friedlau                                                              |
| 3. Gowarten (de)                             | 333               | |
| 4. Groß Obscherningken                       | 121               | renommé le 16 juillet 1938 en Gutsfelde                                                             |
| 5. Groß Wannaglauken                         | 230               | renommé le 16 juillet 1938 en Großwalde (Kr. Elchniederung)                                         |
| 6. Grudschen                                 | 164               | renommé le 16 juillet 1938 en Gruten                                                                |
| 7. Klein Obscherningken                      | 36                | renommé le 16 juillet 1938 en Kleinwalde (Kr. Elchniederung)                                        |
| 8. Klein Wannaglauken                        | 104               | renommé le 16 juillet 1938 en Haslingen                                                             |
| 9. Kriplauken                                | 184               | renommé le 16 juillet 1938 en Kripfelde                                                             |
| 10. Serpentienen                             |                   | incorporé le 1er avril 1938 à Friedlauken                                                           |
| 11. Skieslauken                              | 46                | renommé le 16 juillet 1938 en Kieslau                                                               |
| Bureau de district de Wilhelmsbruch          | 434               | |
| 1. Wilhelmsbruch                             | 434               | |
| 2. Forst Wilhelmsbruch, district de domaine  | 0000              | |
| Bureau de district de Wolfsberg              | 1 438             | |
| 1. Aschenberg                                | 73                | |
| 2. Doblienen (de)                            | 64                | |
| 3. Gilkendorf                                | 94                | |
| 4. Hohenwiese                                | 147               | |
| 5. Ibenberg                                  | 111               | |
| 6. Johannsdorf                               | 99                | |
| 7. Lakendorf                                 | 135               | |
| 8. Langenberg                                | 82                | |
| 9. Lindendorf                                | 134               | |
| 10. Mägdeberg                                | 110               | |
| 11. Neufrost                                 | 184               | |
| 12. Schönrohr                                | 57                | |
| 13. Wolfsberg                                | 148               | |

### Incorporations jusqu'en 1936
Un nombre inhabituellement élevé de communes peu peuplées appartiennent à l'arrondissement de Niederung, dont un grand nombre perd leur indépendance en 1936 :
- Abschrey, incorporé le 30 septembre 1928 à Lebbeden
- Adlig Klein Brittanien, incorporé le 30 septembre 1928 à Britannien
- Adlig Klubinn, incorporé le 28 avril 1923 à Klubinn
- Adlig Pokraken, incorporé en 1903/08 à un district de domaine
- Alt Bogdahnen, incorporé le 23 juillet 1923 à Bogdahnen
- Alt Descherin, incorporé en 1893 à Argelothen
- Alt Friedrichsgraben, incorporé le 27 août 1924 à Alt Seckenburg
- Alt Gründann, incorporé en 1895 à Endrejen
- Alt Inse, incorporé le 1er juillet 1930 à Inse
- Alt Kriplauken, incorporé le 31 juillet 1916 à Kriplauken
- Alt Mosteiten, incorporé en 1893 à Mosteiten
- Alt Norweischen, incorporé en 1893 à Norweischen
- Alt Schemeiten, incorporé le 24 mars 1923 à Schemeiten
- Alxnupönen, incorporé le 1er janvier 1932 à Gowarten
- An der Kurwe, incorporé le 28 avril 1923 à Klubinn
- An Wolfsberg, incorporé le 29 décembre 1914 à Hohenwiese
- Anmuth, incorporé le 28 avril 1923 à Klubinn
- Argenthal, incorporé le 6 janvier 1908 au district de domaine d'Oberförsterei Schnecken
- Barachelen, incorporé en 1898 à Warnie
- Bogdahnen Erbfrei, incorporé le 23 juillet 1923 à Bogdahnen
- Bönkenwiese, incorporé le 31 janvier 1924 à Klein Friedrichsgraben
- Bretterhof, incorporé le 18 décembre 1920 à Rautenburg
- Brödballen, incorporé en 1892 à Puskeppeln
- Budwethen, Ksp. Skaisgirren, incorporé le 25 mai 1924 à Gründann
- Derwehlischken (de), incorporé le 1er janvier 1932 à Kallningken
- Duhleit, incorporé en 1898 à Warnie
- Ellernbruch, incorporé le 26 septembre 1925 à Schackwiese
- Endreischken, incorporé le 29 décembre 1914 à Mägdeberg
- Eschenberg, incorporé en 1893 à Mosteiten
- Gaszen, incorporé en 1893 à Heinrichswalde
- Georgenwalde, incorporé en 1893 à Kletellen
- Gräflich Baubeln, incorporé le 18 décembre 1911 à Baubeln
- Gronwalde, incorporé le 30 septembre 1928 à Skirbst
- Groß Gerhardswalde, incorporé en 1895 à Gerhardswalde
- Groß Grudszen, incorporé le 22 décembre 1923 à Grudszen
- Groß Inse, incorporé le 1er juillet 1930 à Inse
- Groß Lappienen, incorporé le 9 mars 1925 à Alt Lappienen
- Groß Makohnen, incorporé en 1899 à Makohnen
- Groß Trumpeiten, incorporé le 30 septembre 1928 à Trumpeiten
- Groß Britannien (de), incorporé le 30 septembre 1928 à Britannien
- Groß Kryszahnen (de), incorporé le 6 novembre 1924 à Seckenburg
- Hinterlinkuhnen, dissous en 1899
- Hohensprindt, incorporé en 1893 à Augustlauken
- Iwenberg, incorporé le 27 juin 1924 à Kallwellen
- Jedwilleiter Wiesen, incorporé en 1875 à An der Ulpesch
- Karlsdorf, incorporé le 30 septembre 1928 à Rautenburg
- Kartzauningken, incorporé en 1893 à Groß Skaisgirren
- Kaukehnellen, incorporé le 15 septembre 1915 à Kaukehmen
- Killucken, incorporé le 29 juin 1912 à Sköpen
- Klaar, incorporé en 1883 à Klemenswalde
- Klein Asznaggern, incorporé le 31 juillet 1916 à Kriplauken
- Klein Gerhardswalde, incorporé en 1895 à Gerhardswalde
- Klein Grudszen, incorporé le 22 décembre 1923 à Grudszen
- Klein Inse, incorporé le 30 mars 1910 au district de domaine d'Oberförsterei Tawellningken
- Klein Karzewischken, incorporé en 1898 à Skulbetwarren
- Klein Kriposen, incorporé le 30 septembre 1928 à Groß Obscherninken
- Klein Kryszahnen, incorporé le 6 novembre 1924 à Seckenburg
- Klein Lappienen, incorporé en 1893 à Norwischeiten
- Klein Makohnen, incorporé en 1899 à Makohnen
- Klein Norweischen, incorporé en 1893 à Norweischen
- Kleinpödszen, incorporé en 1893 à Neu Descherin
- Klein Skaisgirren, incorporé le 1er août 1924 à Schudledimmen
- Klein Skirbst, incorporé le 30 septembre 1928 à Skirbst
- Klein Wingsnupönen, incorporé le 2 juin 1923 à Jagsten
- Klein Wixwen, incorporé le 29 juin 1912 à Kumpelken
- Köllmisch Skirbst, incorporé le 30 septembre 1928 à Skirbst
- Königlich Baubeln, incorporé le 18 décembre 1911 à Baubeln
- Labegraschen, incorporé le 30 avril 1926 à Schalteik
- Lasdehnen, incorporé en 1895 à Gerhardswalde
- Lausberg, incorporé le 29 décembre 1914 à Hohenwiese
- Leidingsfelde, incorporé en 1893 à Klein Girratischken
- Lengkehlischken, incorporé en 1893 à Argelothen
- Marglauken, incorporé en 1900 à Makohnen
- Maszrimmen, incorporé le 30 juin 1924 à Hohenberge
- Medlauk, incorporé le 1er janvier 1924 à Klein Heinrichsdorf
- Meszehnen, incorporé en 1895 à Berkeln
- Mühlmeisterischken, incorporé en 1893 à Norweischen
- Nausseden, incorporé en 1893 à Norweischen
- Neu Gründann, incorporé le 25 mai 1924 à Gründann
- Neu Mosteiten, incorporé en 1893 à Mosteiten
- Neu Schemeiten, incorporé le 24 mars 1923 à Schemeiten
- Neuhoff, incorporé le 1er octobre 1932 à Gilgetal
- Neukirch-An Ziegelberg, incorporé le 8 juillet 1905 à Neukirch
- Neukirch-Joneikischken, incorporé le 8 juillet 1905 à Neukirch
- Neustreit, incorporé en 1893 à Thomaten
- Packieser, incorporé le 28 février 1925 à Packuß
- Paoß-Wißbarren, incorporé le 1er janvier 1932 à Gowarten
- Pareisgirren, incorporé le 1er janvier 1932 à Gowarten
- Parungaln, incorporé le 1er juillet 1931 à Karkeln
- Pascheruhn, incorporé en 1898 à Stobingen
- Plauschinnen, incorporé en 1895 à Berkeln
- Polenzenberg, incorporé le 29 décembre 1914 à Mägdeberg
- Rogainen, incorporé le 2 juin 1923 à Raging
- Schemeiten, incorporé le 30 septembre 1928 à Schönwiese
- Schilluweiten, incorporé le 10 juillet 1925 à Tunnischken
- Schuppinen, incorporé le 24 mars 1923 à Schemeiten
- Skirbster Wiesen, incorporé en 1899 à Köllmisch Schnecken
- Skroblienen, incorporé en 1895 à Gerhardswalde
- Sophienhöhe, incorporé en 1892 à Puskeppeln
- Szalloge, incorporé le 1er janvier 1933 à Klemenswalde
- Szaudszen, incorporé en 1896 à Skuldeinen
- Tawell (de), incorporé le 1er avril 1931 à Kastaunen
- Tinkleningken, incorporé en 1897 à Osseningken
- Urbansprindt, incorporé en 1893 à Noragehlen
- Warnie, incorporé le 30 septembre 1928 à Britannien
- Warskillen, Ksp. Lappienen, incorporé le 24 septembre 1917 à Hohenwiese
- Warsze an der Gilge, incorporé le 19 mai 1913 à Warszlauken
- Waszespindt, incorporé le 24 mai 1917 à Groß Heinrichsdorf
- Wietzischken, incorporé le 1er octobre 1932 à Gilgetal
- Willnohnen, incorporé en 1895 à Berkeln

## Changements de noms de lieux
De nombreux noms de lieux dans l'arrondissement sont d'origine balte. Le 3 juin 1938 - avec confirmation officielle du 16 juillet 1938 - un grand nombre de changements de noms de lieux ont également lieu dans l'arrondissement d'Elchniederung sous le gouvernement national-socialiste, à la suite d'une ordonnance du Gauleiter et haut président de Prusse-Orientale, Erich Koch. Quelques changements de nom ont également lieu au cours des années précédentes.

## Transports

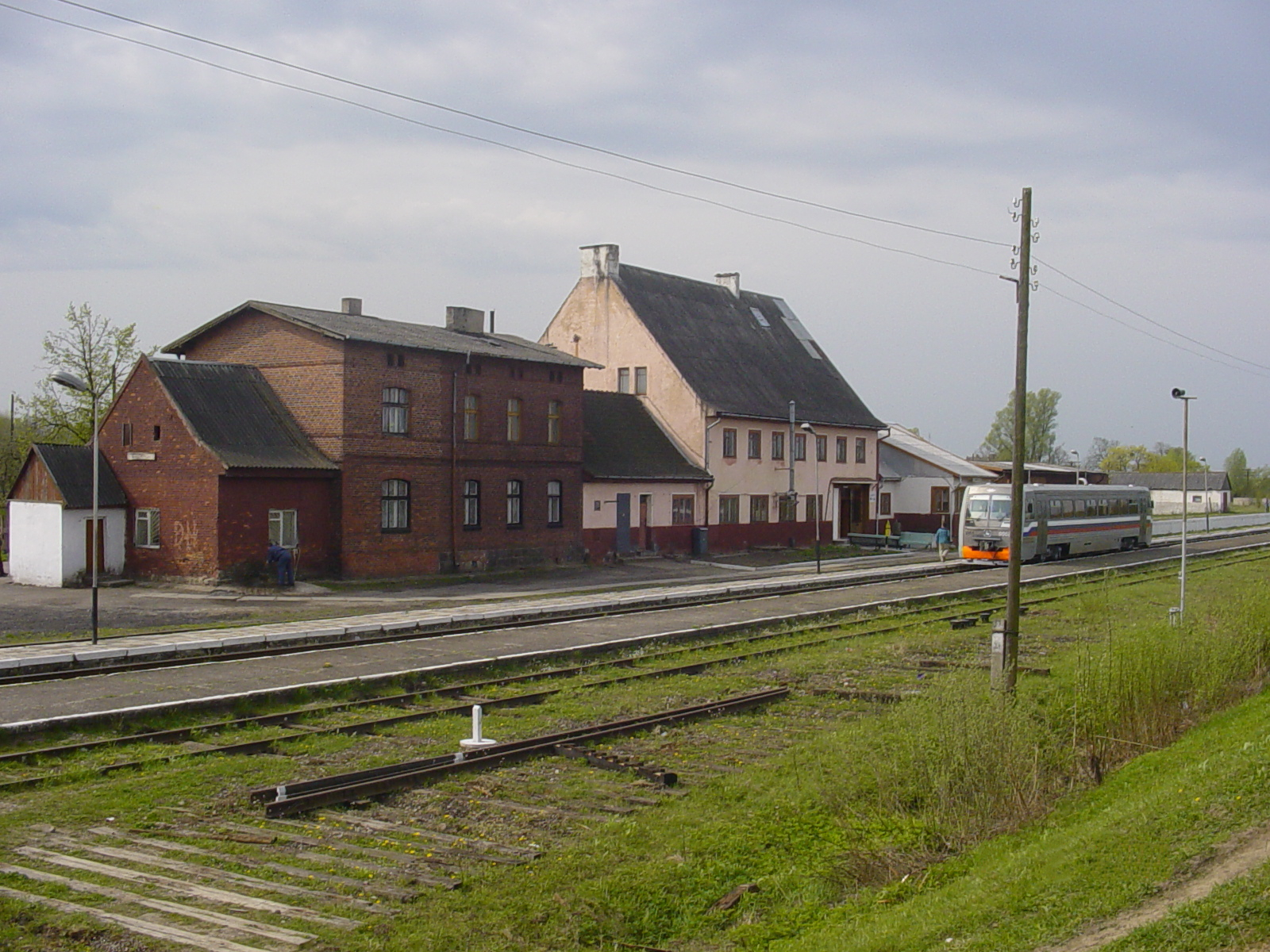
La gare de Groß Skaisgirren du Chemin de fer de Niederung

L'arrondissement n'est relié au réseau ferroviaire qu'en 1891 par la ligne Tilsit-Labiau des chemins de fer prussiens. Après le tournant du siècle, des chemins de fer à voie étroite complètent le réseau ferroviaire, en particulier le Chemin de fer de Niederung (de), qui mène à la lagune de Courlande et a des gares à Heinrichswalde, Wilhelmsbruch et Groß Skaisgirren (de), entre autres.
La Reichsstraße 138 (de) traverse la zone de l'arrondissement, qui mène tout droit de Tilsit au sud-ouest et se termine à Taplacken (de) sur la Reichsstraße 1 (de) jusqu'à Königsberg. Cependant, seul l'extrême sud-est de l'arrondissement (Schillkojen (de) et Groß Skaisgirren) est désenclavé par cette route impériale et dispose ainsi d'une bonne liaison routière avec la capitale provinciale.

## Personnalités liées à l'arrondissement
- Arthur Kopp (1863-1918), homme politique né à Bürgerhuben
- Adolf Neumann-Hofer (1867-1925), homme politique né à Lappienen (de).
- Ernst Siehr (1869-1945), homme politique né à Heinrichswalde.